# Sadie Plant
Sadie Plant (née le 1er janvier 1964 à Birmingham, en Angleterre) est une auteure, philosophe britannique et théoricienne de la culture. Elle est considérée, au même titre que Donna Haraway, comme l'une des premières théoriciennes du cyberféminisme – l'origine du mot reste disputée : Sadie Plant estimant qu'elle l'a inventé en 1994 quand le collectif activiste australien VNS Matrix s'en attribue la maternité en 1991.

## Parcours universitaire
Elle a obtenu son doctorat en philosophie de l'Université de Manchester en 1989. Elle a ensuite enseigné à l'Université de Birmingham, dans le département des sciences de la culture (anciennement le Centre for Contemporary Cultural Studies) avant de participer à la création de la Cybernetic Culture Research Unit avec son collègue Nick Land à l'Université de Warwick, collègue qui l'introduit au postmodernisme à travers la musique techno et le cyberpunk notamment. Ses premiers travaux de recherche ont pour objet l'Internationale situationniste. Elle se tourne ensuite vers les aspects sociaux et le potentiel politique des cyber-technologies.

## Théorie cyberféministe
Lorsqu'aux débuts des années 1990, l'Université de Manchester se dote de matériel informatique, Sadie Plant commence à s'intéresser à la culture informatique en tentant de déconstruire le mythe selon lequel la pratique d'Internet est naturellement associée et réservée au genre masculin. En menant ses premières recherches, elle tombe sur l'histoire d'Ada Lovelace qui enclenchera la rédaction de son ouvrage Zeros and Ones.

## Carrière d'auteure
Sadie Plant quitte l'université de Warwick en 1997 pour se lancer dans l'écriture à temps plein. Elle publie trois ouvrages. En 1992 : The Most Radical Gesture: The Situationist International in a Postmodern Age, une étude sur l'Internationale situationniste qui explore leurs réflexions sur l'art, le quotidien, le plaisir, ou la ville, leur influence sur les politiques théoriques et culturelles et revient sur l'histoire des mouvements contestataires (Dada, le surréalisme, Mai 68, le mouvement punk, etc.). En 1997 : Zeros and Ones, ouvrage de référence du cyberféminisme,, et Writing on Drugs : comment les narcotiques, les stimulants et les hallucinogènes ont inspiré et influencé des écrivains à travers les siècles. Elle a également rédigé en 2001 un rapport sur l'impact culturel des téléphones mobiles, et publie des articles dans les journaux et magazines Financial Times, Wired, Plan, et Dazed and Confused.
Elle s'intéresse par ailleurs à la culture et l'art contemporain, notamment par son implication à l'Ikon Gallery, au Birmingham Institute of Art and Design (en) et au Stan's Cafe Theatre Company.